# 普希金山莊區
57°01′N 28°55′E / 57.017°N 28.917°E
普希金山莊區（俄语：Пушкиногорский район），是俄羅斯的一個區，位於該國西北部，由普斯科夫州負責管轄，面積1,059平方公里，2010年人口9,253，人口密度每平方公里8.74人。